# Antonina Lorek
Antonina Lorek (ur. 11 lutego 1995) – polska lekkoatletka specjalizująca się w chodzie sportowym.
Brązowa medalistka rozegranych drugi raz w historii Mistrzostw Polski Seniorek w Lekkoatletyce na dystansie 50 km (Dudince 2019). Jest też brązową medalistką mistrzostw Polski rozegranych w Radomiu (2019) na dystansie 5000 m.

## Rekordy życiowe
- Chód na 5000 metrów – 24:50,28 (Spała, 2020-08-02)[3]
- Chód na 10 kilometrów – 50:15,17 (Stalowa Wola, 2020-07-22)
- Chód na 20 kilometrów – 1:44:46 (Warszawa, 2020-09-26)
- Chód na 50 kilometrów – 4:41:16 (Dudince, 2020-10-24)

hala
- Chód na 3000 metrów – 14:42,95 (Toruń, 2019-02-17)